# Fujiya Matsumoto
Fujiya Matsumoto (Numazu (Shizuoka), 25 de marzo de 1932-12 de marzo de 2022) fue un regatista japonés.
Compitió en los Juegos Olímpicos de Tokio 1964 en la clase 5.5 metros
Formó parte del equipo de vela de la Universidad de Waseda y navegó en la clase Snipe, de la que fue comodoro en 1992.